# Anolis alayoni
Anolis alayoni (гуантанамський аноліс) — вид ігуаноподібних ящірок родини анолісових (Dactyloidae). Ендемік Куби. Вид названий на честь кубинського арахнолога Хіральдо Алайона.

## Поширення і екологія
Гуантанамські аноліси мешкають на сході Куби, в провінціях Ольгін і Гуантанамо. Вони живуть в сухих тропічних лісах і соснових лісах, на висоті від 200 до 900 м над рівнем моря.